# Agrostis wardii
Agrostis wardii é uma espécie de gramínea do gênero Agrostis, pertencente à família Poaceae.